# Eurytoma seminis
Eurytoma seminis är en stekelart som beskrevs av Bugbee 1941. Eurytoma seminis ingår i släktet Eurytoma och familjen kragglanssteklar. Inga underarter finns listade i Catalogue of Life.